# Јуриј Нулер
Јуриј Лвович Нулер (рус. Ю́рий Льво́вич Ну́ллер; 28. август 1929 – 10. новембар 2003. у Санкт Петербургу) био је совјетски и руски психијатар и професор, који је се годинама бавио истраживањем анксиозности.

## Биографија
Јуријев отац, Лев Мојсејевич Нулер, је био совјетски дипломата у Француској.
Године 1950. сам Јуриј је ухапшен под бесмисленом оптужбом да га је регрутовала француска тајна служба са три године. Осуђен је на 10 година логора и пуштен је на слободу тек 1955. године, две године након Стаљинове смрти. Јуриј је наставио студије, а 1959. године је дипломирао на Првом лењинградском медицинском институту и почео да ради у Свирској психијатријској болници, бившем манастиру Александра-Свирског и концентрационом логору Свирлаг. Након неколико месеци рада постао је шеф акутног одељења, а за две године је одбранио докторску дисертацију на тему „Стратегија за клиничка испитивања антидепресива и њена примена у испитивањима хлорацизина и фенилетилхидразина“. Године 1972. одбранио је тезу за звање доктора наука, „Клиничка истраживања антидепресива“.

## Наслеђе
Као особа, Јурија памте по његовој љубазности, моралу и врхунским интелектуалним квалитетима који су га сврстали у редове руске интелигенције. Уздржавао се од видљивих дисидентских активности, али се спријатељио са неким дисидентима познатим на Западу. Као психијатар, Јуриј Нулер је био познат по свом високом професионализму. У његовој клиници су уведени нови психотропни лекови, а он је тежио да створи нове стратегије лечења, првенствено усмерене на ублажавање анксиозности. Његова техника је названа „Диазепам тест“.
Јуриј Нулер је имао више од 130 публикација и постао је аутор две књиге. Последњих 12 година свог живота био је шеф одељења на Институту за психонеуролошка истраживања Санкт Петербурга В. М. Бекхтерев.